# Léandre Thibault
Pour les articles homonymes, voir Thibault.
Léandre Thibault (9 juin 1899-19 décembre 1971) est un entrepreneur, industriel, marchand et homme politique fédéral du Québec.

## Biographie
Né à Baie-des-Sables dans le Bas-Saint-Laurent, il devint député du Parti libéral du Canada dans la circonscription Matapédia—Matane en 1953. Réélu en 1957, il ne se représenta pas en 1958.
Léandre Thibault aurait également été maire de la municipalité de Matane. Il est décédé, à l'âge de 72 ans, le 19 décembre 1971 d'un cancer.